# Собор Святого Причастия

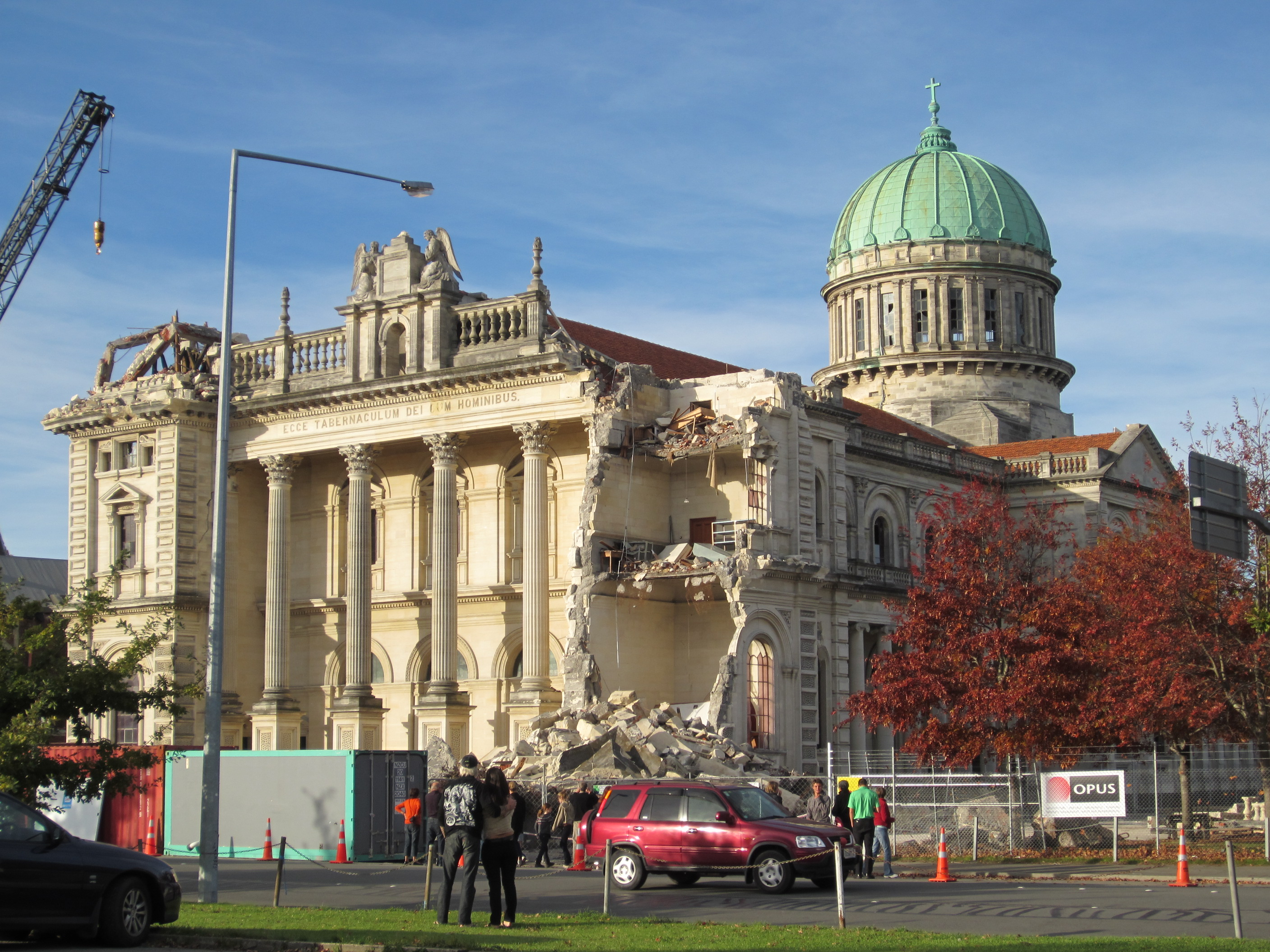
Собор после землетрясения 2011 года

Собор Святого Причастия (англ. Cathedral of the Blessed Sacrament), известный также как Крайстчерческая базилика (англ. Christchurch Basilica) — бывший католический собор в Крайстчерче. Считался красивейшим зданием в стиле Ренессанса в Новой Зеландии, и одним из выдающихся проектов Фрэнсиса Петре. Собор сильно пострадал во время землетрясения 2011 года и через несколько лет был окончательно снесён. 

## История
Собор был спроектирован архитектором Фрэнсисом Петре на основе парижской церкви Святого Викентия де Поля XIX века. Его строительство было начато в 1901 году на месте небольшой деревянной церкви, находившейся там с 1864 года. 12 февраля 1905 года, всего через четыре года после начала строительства, собор был официально открыт. Он стал первым проектом Петре, сооружённым в стиле итальянской базилики эпохи Ренессанса, в отличие от всех других работ архитектора, созданных в готическом стиле.
22 февраля 2011 года собор сильно пострадал во время сильнейшего землетрясения магнитудой в 6,3. Рухнули обе колокольни, был значительно повреждён фасад собора и витражи.
4 августа 2019 года епископ Поль Мартин объявил, что собор Святого Причастия будет снесён. В декабре того же года было объявлено, что рядом с площадью Виктории будет построен новый католический собор, вмещающий до 1000 человек, строительство которого будет завершено к 2025 году. 1 сентября 2020 года начался снос собора. Ожидается, что на данные работы уйдёт около года.